# 小行星10162
小行星10162(10162 Issunboushi)是一顆位在主小行星帶的小行星，於1995年1月2日由群馬縣尾島町(現為太田市)的新島恒男及靜岡縣的浦田武發現。
該小行星以日本的大眾文學作品御伽草子篇章之一的一寸法師命名。

## 外部連結
- JPL Small-Body Database Browser on 10162 Issunboushi （页面存档备份，存于）